# Hasparren
Hasparren is een gemeente in het Franse departement Pyrénées-Atlantiques (regio Nouvelle-Aquitaine). De plaats maakt deel uit van het arrondissement Bayonne. Hasparren telde op 1 januari 2022 7.615 inwoners.

## Geografie
De oppervlakte van Hasparren bedroeg op 1 januari 2022 77,01 vierkante kilometer; de bevolkingsdichtheid was toen 98,9 inwoners per km².

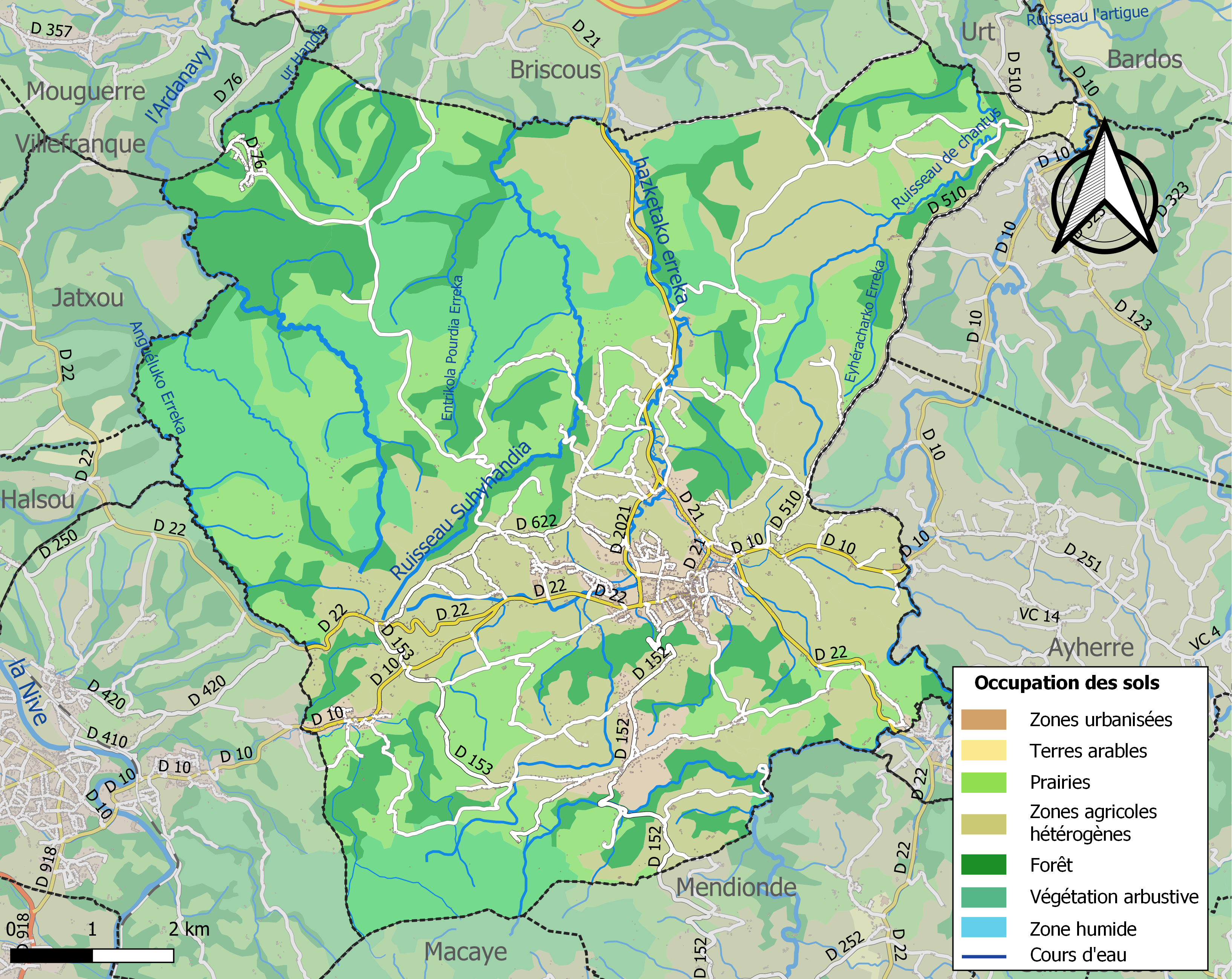
Kaart van de gemeente met belangrijkste infrastructuur, bodemgebruik en omliggende gemeenten

## Demografie
De figuur toont het verloop van het inwonertal (bron: INSEE-tellingen).

## Geboren
- Romain Sicard (1 januari 1988), wielrenner

## Afbeeldingen

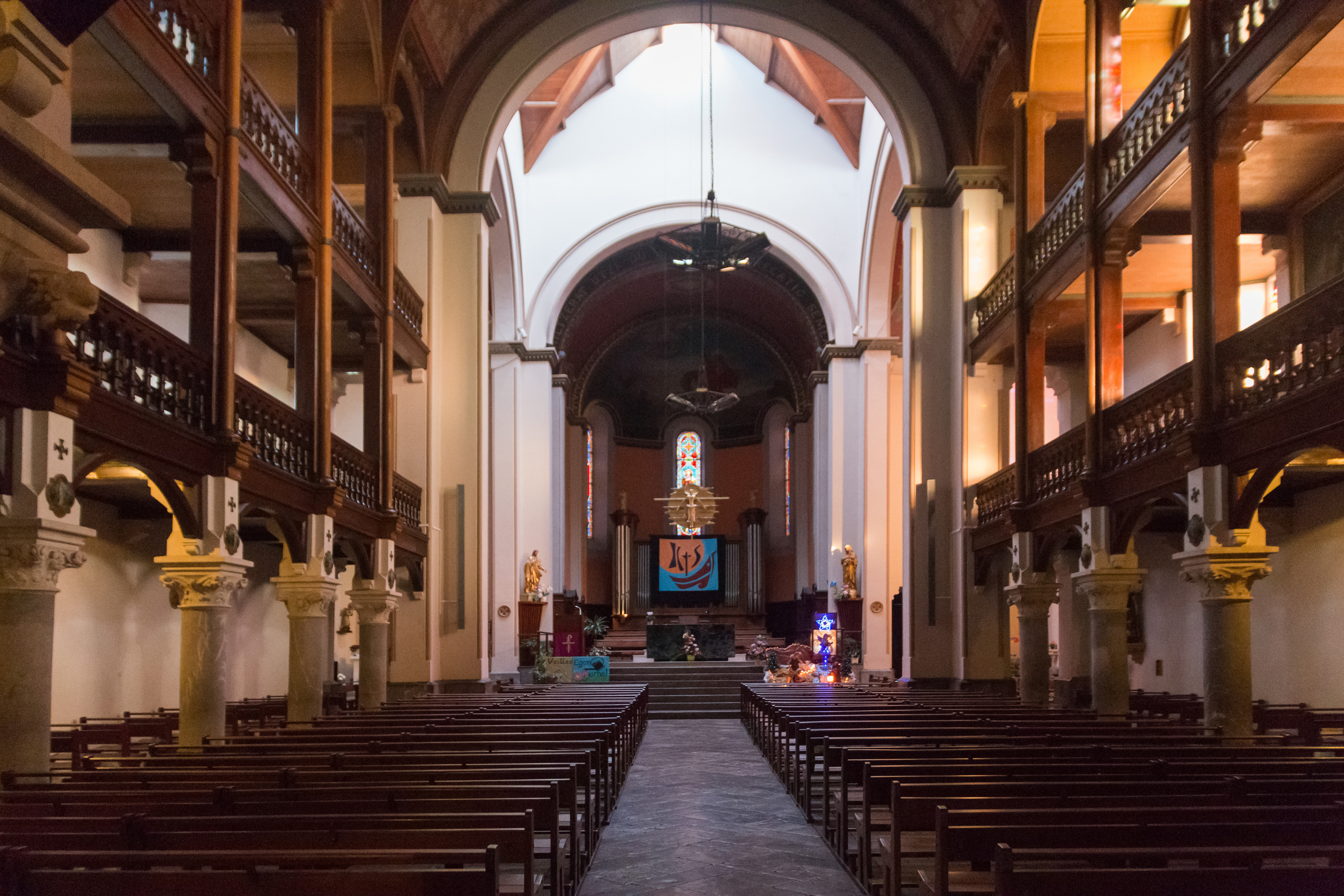
Église Saint-Jean-Baptiste, interieur
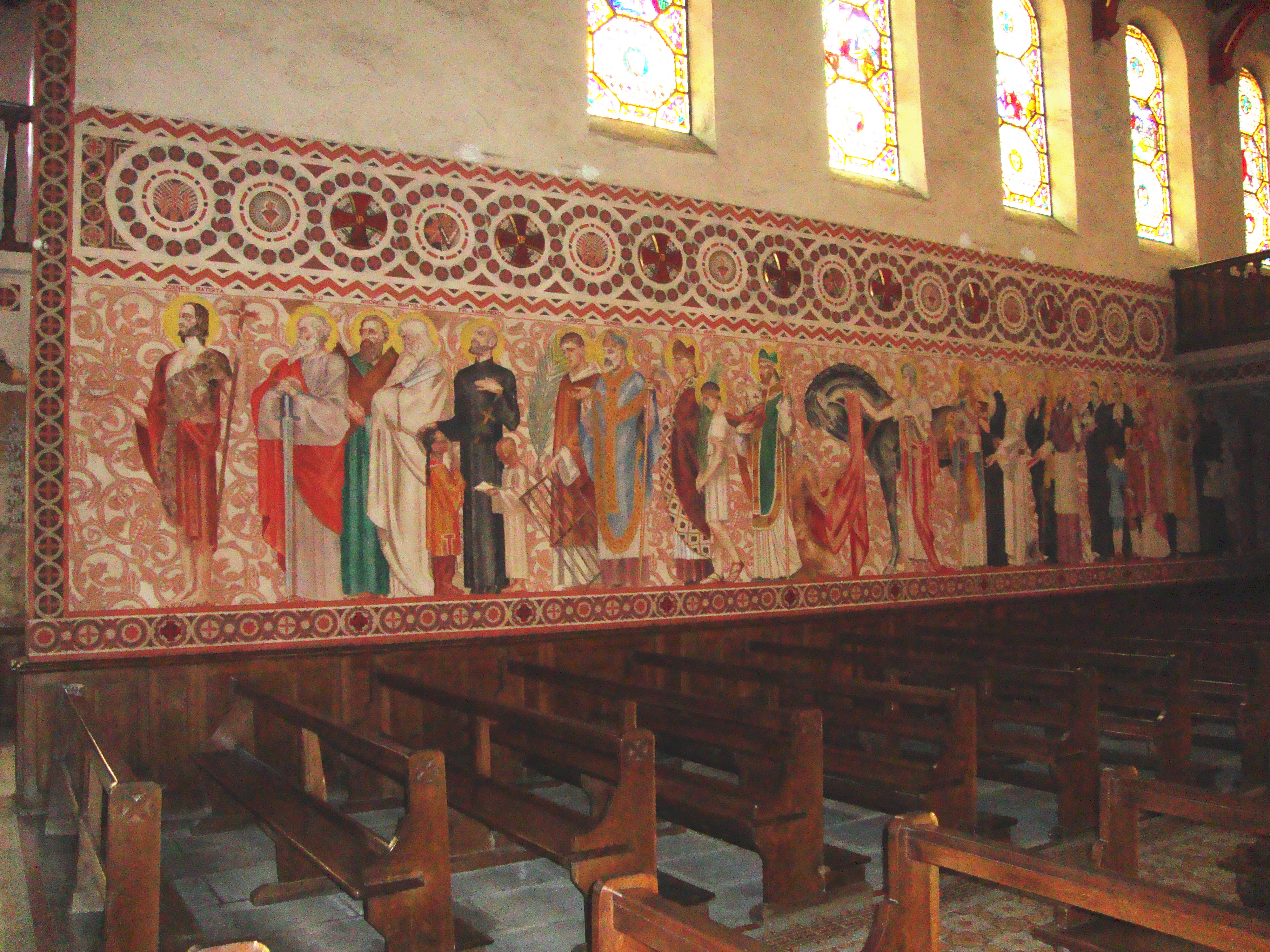
Chapelle Notre Dame du Sacré Coeur, muurschildering
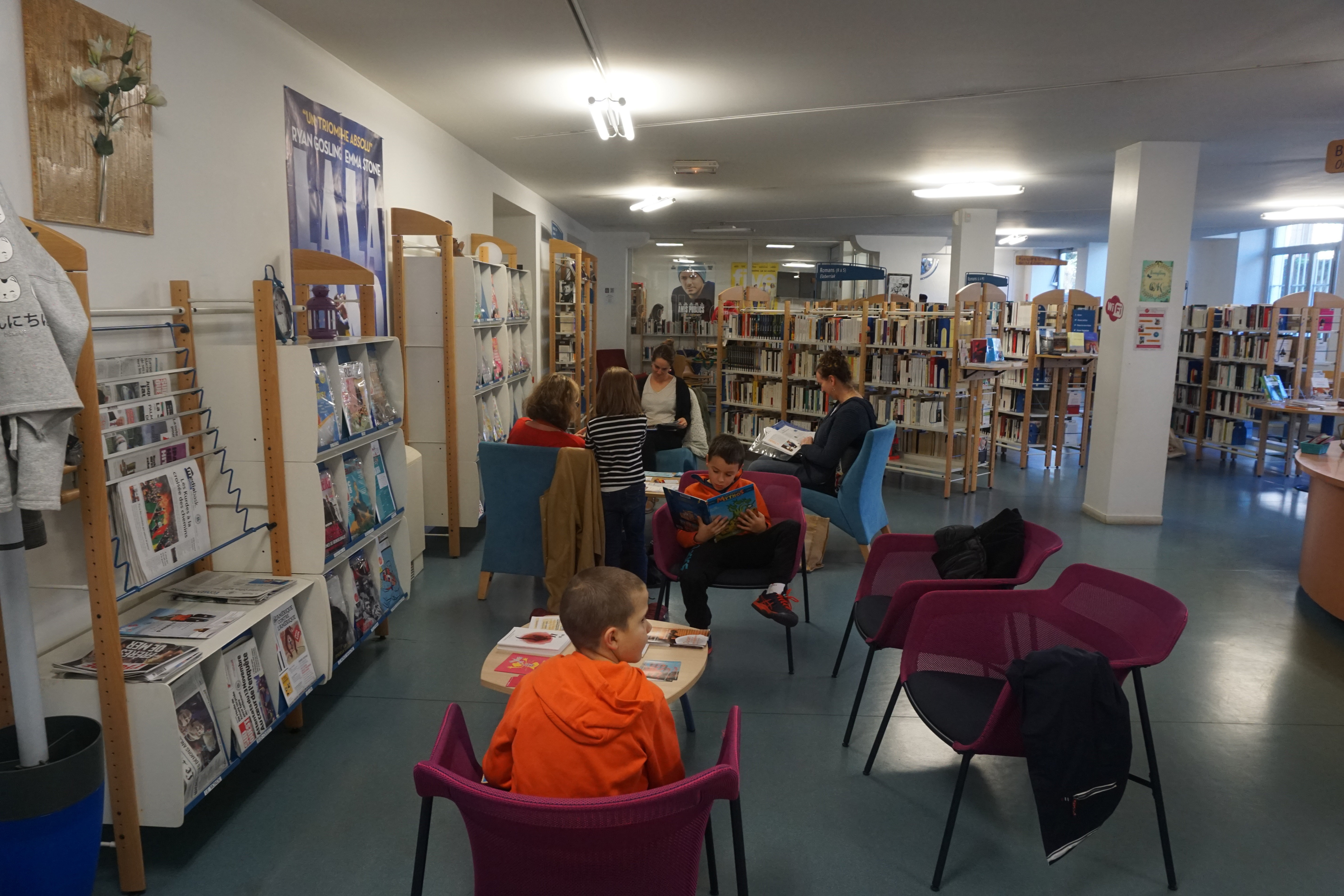
Mediatheek